# Robert Mohr (Rugbyspieler)
Robert Mohr (* 25. Mai 1978 in Hannover) ist ein ehemaliger deutscher Rugby-Union-Spieler und gegenwärtiger -Funktionär. Er zählt zu den wenigen deutschen Vertretern dieses Mannschaftssports, die in einer ausländischen Profiliga aktiv waren.

## Werdegang
In seinen Anfangsjahren spielte Mohr in seiner Heimatstadt für den DSV Hannover 78. Im Alter von 20 Jahren kam er 1999 nach Frankreich und lief ab da für CS Bourgoin auf. Während dieser Zeit nahm er auch als Mannschaftsmitglied am renommierten internationalen Heineken Cup teil. Bis 2012 spielte Mohr in Frankreich zudem für Atlantique Stade Rochelais in der zweitklassigen Profiliga Pro D2, wo er auch als Mannschaftskapitän zum Einsatz kam. Mit dem Verein aus La Rochelle gelang ihm 2010 der Aufstieg in die erstklassige Profiliga Top 14.
Nach einer kurzen Saison bei Stade Niortais in der drittklassigen Amateurliga Fédérale 2, und einem Abschiedsspiel in La Rochelle, kehrte Mohr 2013 nach Deutschland zurück. Der ausgebildete Zweite-Reihe-Stürmer spielte zunächst für seinen alten Heimatverein DSV Hannover 78, war bis zum Ende seiner aktiven Laufbahn jedoch beim Heidelberger RK unter Vertrag.
Neben seiner Tätigkeit als Vereinsspieler lief Mohr bis 2015 für die deutsche Nationalmannschaft auf und nahm 2009 ebenfalls für Deutschland an den traditionsreichen Hannover Sevens teil. Seine letzten Einsätze als Nationalspieler fanden während der Qualifikationsrunde zur Rugbyweltmeisterschaft 2015 statt.
Nach seiner Laufbahn als Spieler war Mohr ab 2016 zunächst als Projektleiter für die in Heidelberg ansässige Wild Rugby Academy tätig, eine Stiftung zur Förderung des deutschen Rugby, die von dem Unternehmer Hans-Peter Wild gegründet wurde. Zwischen 2017 und 2019 fungierte er als Sportdirektor des französischen Erstligisten Stade Français Paris. Gegenwärtig ist er Sportdirektor seines ehemaligen Vereins Atlantique Stade Rochelais.